# Luna Pier
Luna Pier est une ville du comté de Monroe, dans l'État du Michigan, aux États-Unis. En 2020, sa population était de 1 382 habitants.